# Abrota pratti
Abrota pratti är en fjärilsart som beskrevs av John Henry Leech 1891. Abrota pratti ingår i släktet Abrota och familjen praktfjärilar. Inga underarter finns listade i Catalogue of Life.